# Theonella cylindrica
Espèce
Theonella cylindrica est une espèce d'éponge de la famille des  Theonellidaés.